# Nycerella
Nycerella es un género de arañas araneomorfas de la familia Salticidae. Se encuentra en  América Latina. 

## Lista de especies
Según The World Spider Catalog 12.5::
- Nycerella aprica (Peckham & Peckham, 1896)
- Nycerella decorata (Peckham & Peckham, 1893)
- Nycerella delecta (Peckham & Peckham, 1896)
- Nycerella donaldi (Chickering, 1946)
- Nycerella melanopygia Galiano, 1982
- Nycerella neglecta Galiano, 1982
- Nycerella sanguinea (Peckham & Peckham, 1896)
- Nycerella volucripes Galiano, 1982